# Cerisy
Cerisy är en kommun i departementet Somme i regionen Hauts-de-France i norra Frankrike. Kommunen ligger i kantonen Bray-sur-Somme som tillhör arrondissementet Péronne. År 2022 hade Cerisy 545 invånare.

## Befolkningsutveckling
Antalet invånare i kommunen Cerisy
| Referens: INSEE |